# Municipio de Seneca (Illinois)
El municipio de Seneca (en inglés: Seneca Township) es un municipio ubicado en el condado de McHenry en el estado estadounidense de Illinois. En el año 2010 tenía una población de 2944 habitantes y una densidad poblacional de 31,61 personas por km².

## Geografía
El municipio de Seneca se encuentra ubicado en las coordenadas 42°17′28″N 88°31′31″O / 42.29111, -88.52528. Según la Oficina del Censo de los Estados Unidos, el municipio tiene una superficie total de 93.14 km², de la cual 93,12 km² corresponden a tierra firme y (0,02 %) 0,02 km² es agua.

## Demografía
Según el censo de 2010, había 2944 personas residiendo en el municipio de Seneca. La densidad de población era de 31,61 hab./km². De los 2944 habitantes, el municipio de Seneca estaba compuesto por el 95,45 % blancos, el 0,37 % eran afroamericanos, el 0,14 % eran amerindios, el 1,26 % eran asiáticos, el 1,53 % eran de otras razas y el 1,26 % eran de una mezcla de razas. Del total de la población el 5,26 % eran hispanos o latinos de cualquier raza.